# Dejčići
Dejčići är en ort i Bosnien och Hercegovina.   Den ligger i entiteten Federationen Bosnien och Hercegovina, i den centrala delen av landet, 18 km söder om huvudstaden Sarajevo. Dejčići ligger 934 meter över havet och antalet invånare är 173.
Terrängen runt Dejčići är huvudsakligen kuperad, men söderut är den bergig. Runt Dejčići är det ganska tätbefolkat, med 93 invånare per kvadratkilometer.. Närmaste större samhälle är Sarajevo, 18,0 km norr om Dejčići. 
I omgivningarna runt Dejčići växer i huvudsak lövfällande lövskog.